# Austmusia wilsoni
Austmusia wilsoni är en spindelart som beskrevs av Gray 1983. Austmusia wilsoni ingår i släktet Austmusia och familjen Amphinectidae.
Artens utbredningsområde är New South Wales. Inga underarter finns listade.